# Лазарев Віктор Микитович
Ла́зарев Віктор Микитович (22 серпня (3 вересня) 1897, Москва — 1 лютого 1976, Москва) — російський совєцький мистецтвознавець.

## Життєпис
Народився у Москві. Походить з родини московського архітектора Лазарева Микити Герасимовича. Вищу освіту отримав в Московському університеті, займався у Н. Романова у 1917—1920 роках (історико-філологічний факультет).
У 1924—1936 роках — головний зберігач, зав. картинною галереєю, заступник директора по науковій частині майбутнього Музею образотворчих мистецтв імені Пушкіна (тоді Музею красних мистецтв у Москві).
Був серед засновників Інституту історії мистецтв РАН. Викладач, професор МДУ, з 1931 р. — зав кафедрою історії закордонного мистецтва. Пізніше мистецькознавча бібліотека цієї кафедри була названа «Лазаревським кабінетом» на честь професора.
З 1943 року — член-кореспондент АН СРСР. Мав три радянських ордени. 1976 року присуджено Державну премію СРСР за наукові праці.

### Друковані твори
Європейске мистецтво:(російською)
- Портрет в европейском искусстве XVII века, 1937
- Происхождение итальянского Возрождения, 1956—59
- Старые итальянские мастера, 1972

Византійске мистецтво:(російською)
- История византийской живописи,  т. 1—2, 1947—48 (расшир. изд. — Storia della pittura bizantina, Torino, [1967])
- Византийская живопись, сборник статей, 1971
- Византийское и древнерусское искусство, 1978

Давньоруське мистецтво:(російською)
- Андрей Рублёв и его школа, 1966
- Русская средневековая живопись, сборник статей, 1970
- Новгородская иконопись
- Русская иконопись от истоков до начала XVI века [Архівовано 16 квітня 2010 у Wayback Machine.]
- Страницы истории Новгородской живописи